# Elytroleptus peninsularis
Elytroleptus peninsularis är en skalbaggsart som beskrevs av Hovore 1988. Elytroleptus peninsularis ingår i släktet Elytroleptus och familjen långhorningar. Inga underarter finns listade i Catalogue of Life.